# Anicka van Emden

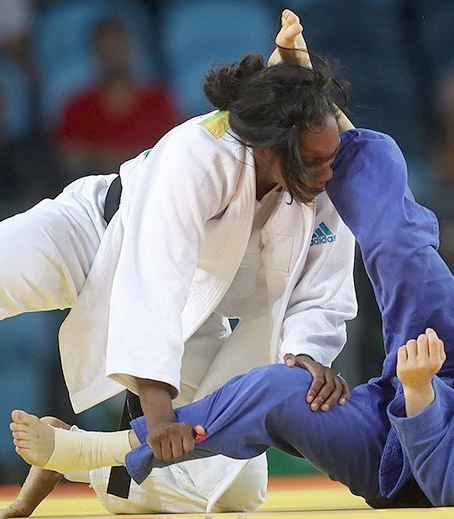
Anicka van Emden

Anicka van Emden (* 10. Dezember 1986 in Den Haag) ist eine niederländische Judoka.
Sie gewann bei den Europameisterschaften 2011 in der Klasse bis 63 kg die Silbermedaille und bei den Weltmeisterschaften 2011 die Bronzemedaille. Bei den Olympischen Spielen 2012 nahm sie nicht teil, weil ihre Landsfrau Elisabeth Willeboordse den Vorzug erhielt. 2013 gewann sie bei den Judo-Weltmeisterschaften Bronze, wie auch 2014 bei den Europameisterschaften. Kurz vor den Europaspielen 2015 wurde sie gesperrt, weil sie einen Fehler bei einem Dopingtest begangen habe. Bei den Olympischen Spielen 2016 gewann sie eine Bronzemedaille.